# Graciela Villata
Graciela Susana Villata (Córdoba, 17 de julio de 1957) es una política argentina del Frente Cívico de Córdoba, que se desempeñó como diputada nacional por la provincia de Córdoba entre 2011 y 2015. Entre 2015 y 2019 desempeñó cargos en el Ministerio de Defensa de la Nación.

## Biografía
Nacida en la ciudad de Córdoba en 1957, inició su carrera en el sector público nacional en ocasión de la Copa Mundial de Fútbol de 1978 celebrada en Argentina. En 1983 comenzó a militar en la Unión Cívica Radical, uniéndose desde 2006 al Frente Cívico de Córdoba de Luis Juez.
En 1995 participó de la convención municipal constituyente de la ciudad de Córdoba como relatora en la comisión que redactó la carta orgánica municipal. Entre 1997 y 1999, durante el gobierno de Ramón Mestre, se desempeñó como coordinadora en el Ministerio de Asuntos Institucionales y Desarrollo Social del gobierno provincial.
Entre 2003 y 2007 desempeñó diversos cargos en la municipalidad de la ciudad de Córdoba, en la gestión de Luis Juez. Trabajó en la Jefatura de Despacho de la Secretaría de Gobierno (2003-2006), fue subsecretaria de Economía (entre julio de 2006 y febrero de 2007), secretaria de Planeamiento, Finanzas y Desarrollo Económico (entre marzo y noviembre de 2007) y subcoordinadora General del Consejo de Planificación Urbanística en 2007. Ese mismo año ocupó un cargo en el gobierno nacional, en relación con el proyecto del «Programa de Desarrollo Integral de Grandes Aglomeraciones del Interior».
En 2007 fue elegida concejala de la ciudad de Córdoba, desempeñándose como presidenta del bloque del Frente Cívico. Finalizó su mandato en 2011. En las elecciones legislativas de 2009, fue candidata a senadora nacional suplente por el Frente Cívico, en la lista encabezada por Luis Juez y Norma Morandini.
En las elecciones legislativas de 2011, fue elegida diputada nacional por la provincia de Córdoba en la lista del Frente Amplio Progresista, una coalición integrada por el Partido Socialista, Generación para un Encuentro Nacional (GEN), Unidad Popular, el Frente Cívico de Córdoba y el Movimiento Libres del Sur. Formó parte del bloque del Frente Cívico de Córdoba, finalizando su período en 2015.
Tras su paso por la Cámara de Diputados, fue elegida concejala de la ciudad de Córdoba. Sin embargo, en diciembre de 2015, pasó a licencia luego de ser designada subsecretaria de Coordinación del nuevo Ministerio de Comunicaciones de la Nación, creado por el presidente Mauricio Macri y encabezado por el cordobés Oscar Aguad. Con el cambio de Aguad al Ministerio de Defensa de la Nación, Villata fue designada secretaria de Servicios Logísticos para la Defensa y Coordinación Militar en Emergencias en julio de 2017. En marzo de 2018, fue designada secretaria de Gestión Presupuestaria y Control del mismo ministerio. Tras el fin del gobierno de Macri en 2019, se jubiló.
En las elecciones a intendente de Córdoba 2023 fue electa Concejala por la coalición Juntos por el Cambio (UCR,PRO y FC) que llevaba al diputado radical Rodrigo de Loredo cómo candidato a intendente y a la diputada del PRO,Soher El Sukaria como vice quedando esa fórmula en segundo lugar pero metiendo 14 concejales de los 15 de oposición.